# 南京大学附属中学

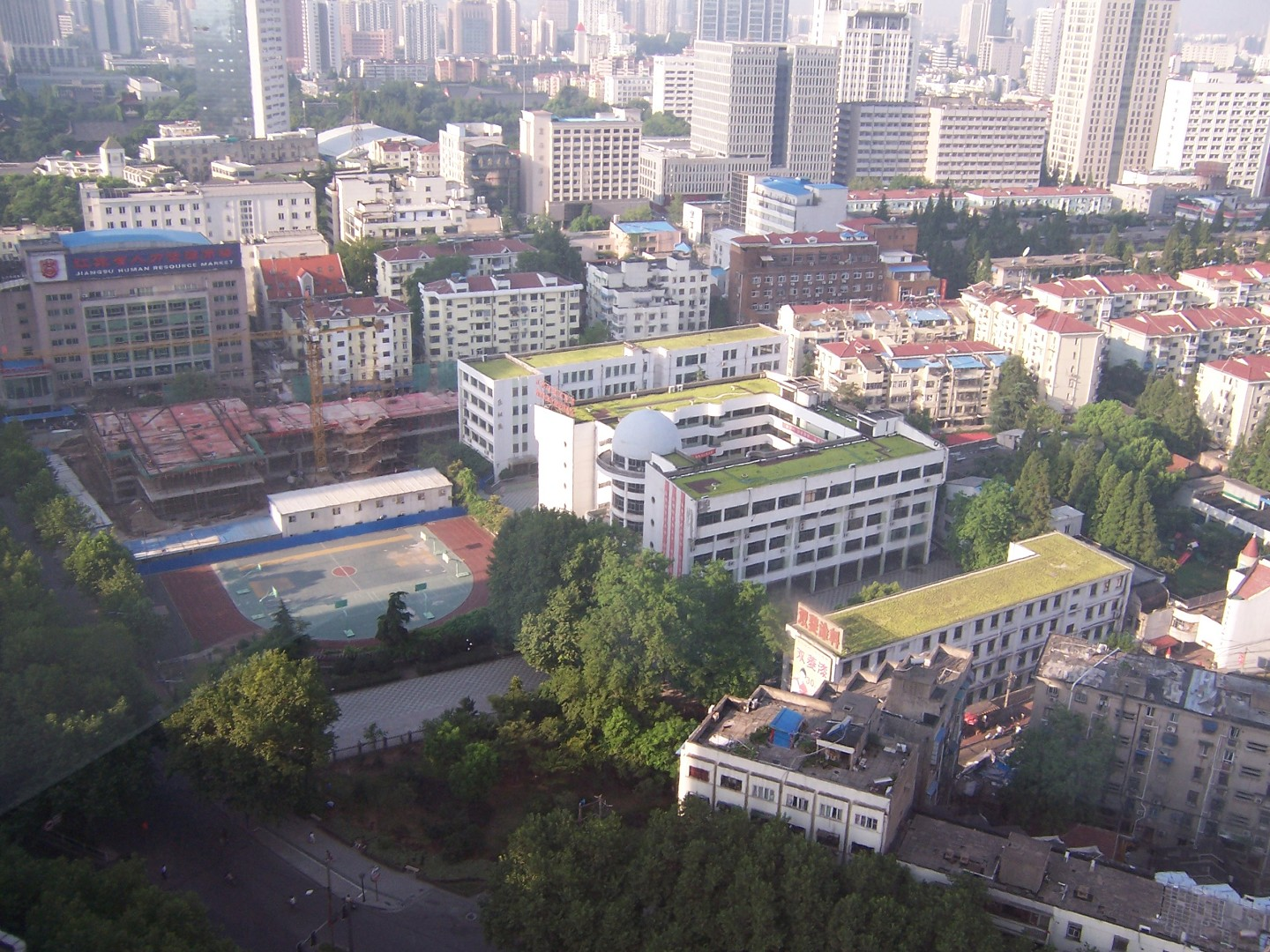
南大附中校区（2010年）

南京大学附属中学简称“南大附中”，前身是江南中学、光明中学、中华女子中学和南京市立第二初级中学。1952年合并为南京市第十一中学，1960年成为南京大学的附属中学，名为南京大学附属中学。1962年到1989年间复改称南京市第十一中学，后于1989年复称南京大学附属中学至今。

## 历史
南大附中前身：
- 江南中学
- 光明中学
- 中华女子中学，前身为1896年建立的金陵基督女书院，1927年中国掀起收回教育主权运动，改为私立中华女子中学。
- 南京市立第二初级中学，成立于1948年。

1951年，江南中学、光明中学、中华女子中学合并为私立鼓楼中学。
1952年，私立鼓楼中学和南京市立第二初级中学合并为南京市第十一中学。
1960年，原南大附中在1952年改为南师附中后，南京十一中成为南大的附属中学，名为南京大学附属中学，1962年到1989年间重名十一中学，1989年5月12日复称为南大附中。
1999年，青岛路中学并入南大附中。
2009年，当任校长殷树凤因侵占公款遭起诉。

## 概况
- 南大附中位于南京鼓楼旁的鼓楼街83号，毗邻南京市中心鼓楼广场，与著名高等学府南京大学隔路相望。

## 知名校友
- 丁祖诒：西安翻译学院校长